# Joseph Caillaux
Joseph-Marie-Auguste Caillaux (n. 30 de Março de 1863 - f. 21/22 de Novembro, 1944 ) foi um político francês. Ocupou o cargo de primeiro-ministro da França, entre 27 de Junho de 1911 a 21 de Janeiro de 1912.